# Османска социалистическа партия
Османската социалистическа партия (на турски: Osmanlı Sosyalist Fırkası) е първата социалистическа политическа партия, създадена в Османската империя, съществувала в 1910 – 1913 година.
Партията всъщност не е истинска политическа партия в съвременния смисъл на думата, а по-скоро представлява групи от интелектуалци, активни в големите центрове на Османската империя. Проектът се инициира след Младотурската революция от някои от малцинствата. Такива групи са активисти на еврейската Социалистическа работническа федерация, Народна федеративна партия (българска секция), както някои български тесни социалисти от Македоно-одринската социалдемократическа група. От друга страна в Истанбул Гръцкият социалистически център и Арменската революционна федерация също правят опити за изграждане на социалистически партии.
От българска страна при създадените условия за легално действие се активират леви интелектуалци като Васил Главинов, който създава „Интернационална социалистическа книжарница“ в Солун. Той развива дейност заедно с Григор Василев, Димо Хаджидимов, Павел Делирадев, Димитър Мирасчиев и Ангел Томов. Те създават солунската Македоно-одринска социалдемократическа група, която става неразделна част от БРСДП (т.с.).
От друга страна, някои от активистите на Народна федеративна партия (българска секция) след разпускането ѝ се включват в дейността на групата около българския евреин Аврам Бенароя и Ангел Томов, която поддържа също тесни отношения с БРСДП (т.с.) и издава „Работнически вестник“ на български език и ладински. Благодарение на Димитър Влахов се появява новият вестник „Солидаридад Оврадера“ (Работническа солидарност). През август 1910 г., прокламирайки идеите на османизма, турските власти забраняват всички национални организации и партии.
През септември 1910 г. в Истанбул е учредена организацията „Османска социалистическа партия“ от Хюсеин Хилми, който от февруари 1911 г. започва да издава вестник „Ищирак“ (Участие). В края на 1910 г. в Солун се състои конференция с цел консолидиране на Османската социалистическа партия, но опитът завършва с неуспех.
Идеята за Османска социалистическа партия събира основна подкрепа от арменски и български групи в Османския парламент. След като през 1910 г. от Младотурците са взети строги мерки срещу опозицията, партията започва да подкрепят опозиционните фракции в парламента.
През септември 1911 г.в Париж е основана международна организация на партията, ръководена от д-р Рефик Незват, която трябва да установи контакти с международното работническо движение. Въпреки това партията не е допусната до Социалистическия интернационал и се разпада през Балканските войни.